# Osenowo (obwód Błagojewgrad)
Osenowo (bułg. Осеново) – wieś w południowo-zachodniej Bułgarii, w obwodzie Błagojewgrad, w gminie Bansko. Zarządzającym jest Georgi Czipilew. 